# Peeping Tom (groupe)
Pour les articles homonymes, voir Peeping Tom.

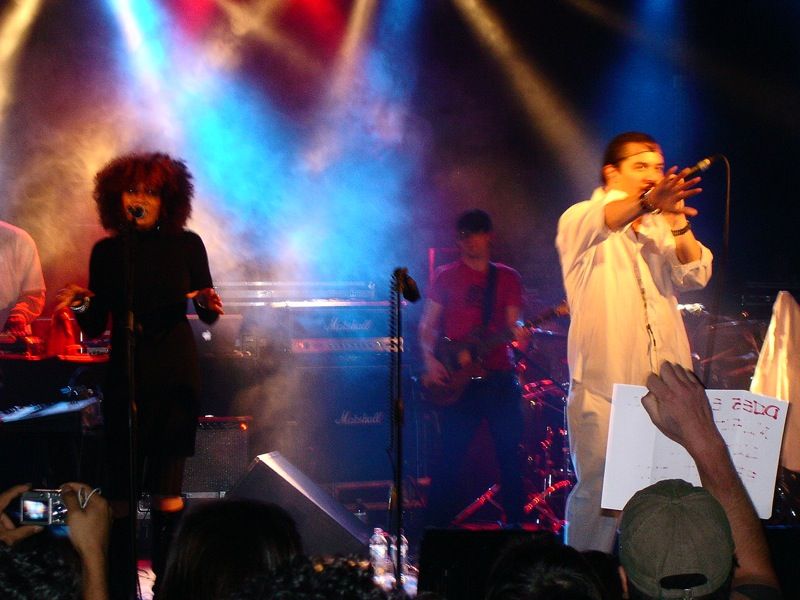
Peeping Tom en concert à Milan en 2006

Peeping Tom est un projet musical de Mike Patton. Ce dernier a commencé à composer pour Peeping Tom dès 2000 mais son travail a été souvent interrompu, notamment pour permettre à Patton de se consacrer à ses autres projets musicaux.
Le premier album, éponyme, de Peeping Tom est constitué de titres composés et interprétés par Mike Patton (chant, claviers, guitares, basse, batterie, samples…) en collaboration avec de nombreux artistes, la plupart participant à un seul morceau : on peut citer Norah Jones, Kool Keith, Massive Attack. Peeping Tom est sorti le 30 mai 2006 sur le label de Patton, Ipecac Recordings.
Peeping Tom est désormais un groupe se produisant sur scène. Leur première apparition publique a eu lieu le 26 mai 2006 au Late Night with Conan O'Brien, talk-show de la chaîne américaine NBC, lors duquel ils ont interprété le premier single tiré de l'album, Mojo. Leur premier concert a eu lieu le 14 juillet 2006 sur la scène du festival de Dour et a été suivi d'une courte tournée européenne, puis d'une tournée américaine en première partie de Gnarls Barkley puis de The Who.

## Membres (lors des concerts)
- Chant : Mike Patton
- Chant et violon : Imani Coppola
- Chant et human beatbox : Rahzel (The Roots) remplacé par Butterscotch courant 2007
- Guitare : DP Holmes (Dub Trio)
- Basse : Stu Brooks (Dub Trio)
- Batterie : Joe Tomino (Dub Trio)
- Platines : Mike Relm
- Clavier : Keefus (Vincent and Mr Green)
- Électronique : The Oktopus (Dälek)

La formation lors de l'apparition télévisée était légèrement différente, sans claviériste et avec Dan the Automator à l'électronique et Rob Swift aux platines.

## Peeping Tom(album, 2006)
1. Five Seconds (feat. Odd Nosdam)
2. Mojo (Rahzel et Dan the Automator)
3. Don't Even Trip (feat. Amon Tobin)
4. Getway (avec Kool Keith)
5. Your Neighborhood Spaceman (Jel et Odd Nosdam)
6. Kill The DJ (feat. Massive Attack)
7. Caipirinha (feat. Bebel Gilberto)
8. Celebrity Death (feat. Kid Koala)
9. How you Feeling (feat. Doseone)
10. Sucker (feat. Norah Jones)
11. We're not Alone remix (feat. Dub Trio)